# Vinorača
Vinorača (izvirno srbsko Винорача) je naselje v Srbiji, ki upravno spada pod Mesto Jagodina; slednja pa je del Pomoravskega upravnega okraja.

## Demografija
V naselju živi 650 polnoletnih prebivalcev, pri čemer je njihova povprečna starost 41,0 let (40,0 pri moških in 41,9 pri ženskah). Naselje ima 240 gospodinjstev, pri čemer je povprečno število članov na gospodinjstvo 3,33.
Po podatkih popisa iz leta 2002 večino prebivalstva predstavljajo Srbi.
|  |

| Demografija | Demografija     | Demografija     |
| Leto        | Št. prebivalcev | Št. prebivalcev |
| ----------- | --------------- | --------------- |
|             |                 |                 |
|             |                 |                 |
|             |                 |                 |
|             |                 |                 |
| 1948        | 824             |                 |
| 1953        | 810             |                 |
| 1961        | 868             |                 |
| 1971        | 781             |                 |
| 1981        | 796             |                 |
| 1991        | 802             | 775             |
| 2002        | 849             | 799             |
|             |                 |                 |

| Etnična sestava po popisu iz leta 2002 | Etnična sestava po popisu iz leta 2002 | Etnična sestava po popisu iz leta 2002 | Etnična sestava po popisu iz leta 2002 | Etnična sestava po popisu iz leta 2002 |
| -------------------------------------- | -------------------------------------- | -------------------------------------- | -------------------------------------- | -------------------------------------- |
| Srbi                                   | Srbi                                   |                                        | 795                                    | 99,49%                                 |
| Črnogorci                              | Črnogorci                              |                                        | 1                                      | 0,12%                                  |
| Madžari                                | Madžari                                |                                        | 1                                      | 0,12%                                  |
| Neznano                                | Neznano                                |                                        | 0                                      | 0,0%                                   |